# جيمس بورن
جيمس بورن (بالإنجليزية: James Bourne)‏ هو عازف قيثارة ومغني ومغن مؤلف بريطاني، ولد في 13 سبتمبر 1983 في روتشفورد ‏ في المملكة المتحدة.

## وصلات خارجية
- الموقع الرسمي
- جيمس بورن على موقع ميوزك برينز (الإنجليزية)
- جيمس بورن على موقع أول ميوزيك (الإنجليزية)
- جيمس بورن على موقع ديسكوغز (الإنجليزية)